# Бухен (Оденвалд)
Бухен (Оденвалд) (њем. Buchen (Odenwald)) град је у њемачкој савезној држави Баден-Виртемберг. Једно је од 27 општинских средишта округа Некар-Оденвалд. Према процјени из 2010. у граду је живјело 18.506 становника. Посједује регионалну шифру (AGS) 8225014, NUTS (DE127) и LOCODE (DE BUC) код.

## Географски и демографски подаци
Бухен се налази у савезној држави Баден-Виртемберг у округу Некар-Оденвалд. Град се налази на надморској висини од 337 метара. Површина општине износи 139,0 km². У самом граду је, према процјени из 2010. године, живјело 18.506 становника. Просјечна густина становништва износи 133 становника/km².

## Галерија
- Бухен (Оденвалд)